# Фоскіні тема
Те́ма Фоскіні — тема в шаховій композиції. Суть теми — почергове зв'язування в тематичних варіантах чорним королем своїх фігур, які діють на білу батарею, що дає можливість білій фігурі, що відкриває батарею, нейтралізувати іншу незв'язану чорну фігуру.

## Історія
Ідею запропонував у 1929 році шаховий композитор з Італії Етторе Фоскіні (21.09.1899 — 29.03.1968).
В задачі з таким задумом після першого ходу білих створюється, або в початковій позиції є вже створена біла батарея. Чорний король своїми ходами почергово в кожному тематичному варіанті зв'язує одну зі своїх фігур, які включені на лінію дії цієї білої батареї, інша фігура чорних нейтралізується на матуючому ході білої батареї — або береться, або перекривається білою фігурою, яка відкриває батарею.
Ідея дістала назву — тема Фоскіні.
|   | a | b | c | d | e | f | g | h |   |
| 8 | g8 біла тура · c7 чорний пішак · d7 чорний пішак · h7 білий король · d6 білий кінь · f6 чорний король · c5 білий кінь · e5 чорний пішак · c4 чорна тура · h4 білий пішак · b3 білий ферзь · d3 чорна тура · a2 чорний ферзь · c2 білий слон · f2 білий слон · f1 біла тура | g8 біла тура · c7 чорний пішак · d7 чорний пішак · h7 білий король · d6 білий кінь · f6 чорний король · c5 білий кінь · e5 чорний пішак · c4 чорна тура · h4 білий пішак · b3 білий ферзь · d3 чорна тура · a2 чорний ферзь · c2 білий слон · f2 білий слон · f1 біла тура | g8 біла тура · c7 чорний пішак · d7 чорний пішак · h7 білий король · d6 білий кінь · f6 чорний король · c5 білий кінь · e5 чорний пішак · c4 чорна тура · h4 білий пішак · b3 білий ферзь · d3 чорна тура · a2 чорний ферзь · c2 білий слон · f2 білий слон · f1 біла тура | g8 біла тура · c7 чорний пішак · d7 чорний пішак · h7 білий король · d6 білий кінь · f6 чорний король · c5 білий кінь · e5 чорний пішак · c4 чорна тура · h4 білий пішак · b3 білий ферзь · d3 чорна тура · a2 чорний ферзь · c2 білий слон · f2 білий слон · f1 біла тура | g8 біла тура · c7 чорний пішак · d7 чорний пішак · h7 білий король · d6 білий кінь · f6 чорний король · c5 білий кінь · e5 чорний пішак · c4 чорна тура · h4 білий пішак · b3 білий ферзь · d3 чорна тура · a2 чорний ферзь · c2 білий слон · f2 білий слон · f1 біла тура | g8 біла тура · c7 чорний пішак · d7 чорний пішак · h7 білий король · d6 білий кінь · f6 чорний король · c5 білий кінь · e5 чорний пішак · c4 чорна тура · h4 білий пішак · b3 білий ферзь · d3 чорна тура · a2 чорний ферзь · c2 білий слон · f2 білий слон · f1 біла тура | g8 біла тура · c7 чорний пішак · d7 чорний пішак · h7 білий король · d6 білий кінь · f6 чорний король · c5 білий кінь · e5 чорний пішак · c4 чорна тура · h4 білий пішак · b3 білий ферзь · d3 чорна тура · a2 чорний ферзь · c2 білий слон · f2 білий слон · f1 біла тура | g8 біла тура · c7 чорний пішак · d7 чорний пішак · h7 білий король · d6 білий кінь · f6 чорний король · c5 білий кінь · e5 чорний пішак · c4 чорна тура · h4 білий пішак · b3 білий ферзь · d3 чорна тура · a2 чорний ферзь · c2 білий слон · f2 білий слон · f1 біла тура | 8 |
| 7 | g8 біла тура · c7 чорний пішак · d7 чорний пішак · h7 білий король · d6 білий кінь · f6 чорний король · c5 білий кінь · e5 чорний пішак · c4 чорна тура · h4 білий пішак · b3 білий ферзь · d3 чорна тура · a2 чорний ферзь · c2 білий слон · f2 білий слон · f1 біла тура | g8 біла тура · c7 чорний пішак · d7 чорний пішак · h7 білий король · d6 білий кінь · f6 чорний король · c5 білий кінь · e5 чорний пішак · c4 чорна тура · h4 білий пішак · b3 білий ферзь · d3 чорна тура · a2 чорний ферзь · c2 білий слон · f2 білий слон · f1 біла тура | g8 біла тура · c7 чорний пішак · d7 чорний пішак · h7 білий король · d6 білий кінь · f6 чорний король · c5 білий кінь · e5 чорний пішак · c4 чорна тура · h4 білий пішак · b3 білий ферзь · d3 чорна тура · a2 чорний ферзь · c2 білий слон · f2 білий слон · f1 біла тура | g8 біла тура · c7 чорний пішак · d7 чорний пішак · h7 білий король · d6 білий кінь · f6 чорний король · c5 білий кінь · e5 чорний пішак · c4 чорна тура · h4 білий пішак · b3 білий ферзь · d3 чорна тура · a2 чорний ферзь · c2 білий слон · f2 білий слон · f1 біла тура | g8 біла тура · c7 чорний пішак · d7 чорний пішак · h7 білий король · d6 білий кінь · f6 чорний король · c5 білий кінь · e5 чорний пішак · c4 чорна тура · h4 білий пішак · b3 білий ферзь · d3 чорна тура · a2 чорний ферзь · c2 білий слон · f2 білий слон · f1 біла тура | g8 біла тура · c7 чорний пішак · d7 чорний пішак · h7 білий король · d6 білий кінь · f6 чорний король · c5 білий кінь · e5 чорний пішак · c4 чорна тура · h4 білий пішак · b3 білий ферзь · d3 чорна тура · a2 чорний ферзь · c2 білий слон · f2 білий слон · f1 біла тура | g8 біла тура · c7 чорний пішак · d7 чорний пішак · h7 білий король · d6 білий кінь · f6 чорний король · c5 білий кінь · e5 чорний пішак · c4 чорна тура · h4 білий пішак · b3 білий ферзь · d3 чорна тура · a2 чорний ферзь · c2 білий слон · f2 білий слон · f1 біла тура | g8 біла тура · c7 чорний пішак · d7 чорний пішак · h7 білий король · d6 білий кінь · f6 чорний король · c5 білий кінь · e5 чорний пішак · c4 чорна тура · h4 білий пішак · b3 білий ферзь · d3 чорна тура · a2 чорний ферзь · c2 білий слон · f2 білий слон · f1 біла тура | 7 |
| 6 | g8 біла тура · c7 чорний пішак · d7 чорний пішак · h7 білий король · d6 білий кінь · f6 чорний король · c5 білий кінь · e5 чорний пішак · c4 чорна тура · h4 білий пішак · b3 білий ферзь · d3 чорна тура · a2 чорний ферзь · c2 білий слон · f2 білий слон · f1 біла тура | g8 біла тура · c7 чорний пішак · d7 чорний пішак · h7 білий король · d6 білий кінь · f6 чорний король · c5 білий кінь · e5 чорний пішак · c4 чорна тура · h4 білий пішак · b3 білий ферзь · d3 чорна тура · a2 чорний ферзь · c2 білий слон · f2 білий слон · f1 біла тура | g8 біла тура · c7 чорний пішак · d7 чорний пішак · h7 білий король · d6 білий кінь · f6 чорний король · c5 білий кінь · e5 чорний пішак · c4 чорна тура · h4 білий пішак · b3 білий ферзь · d3 чорна тура · a2 чорний ферзь · c2 білий слон · f2 білий слон · f1 біла тура | g8 біла тура · c7 чорний пішак · d7 чорний пішак · h7 білий король · d6 білий кінь · f6 чорний король · c5 білий кінь · e5 чорний пішак · c4 чорна тура · h4 білий пішак · b3 білий ферзь · d3 чорна тура · a2 чорний ферзь · c2 білий слон · f2 білий слон · f1 біла тура | g8 біла тура · c7 чорний пішак · d7 чорний пішак · h7 білий король · d6 білий кінь · f6 чорний король · c5 білий кінь · e5 чорний пішак · c4 чорна тура · h4 білий пішак · b3 білий ферзь · d3 чорна тура · a2 чорний ферзь · c2 білий слон · f2 білий слон · f1 біла тура | g8 біла тура · c7 чорний пішак · d7 чорний пішак · h7 білий король · d6 білий кінь · f6 чорний король · c5 білий кінь · e5 чорний пішак · c4 чорна тура · h4 білий пішак · b3 білий ферзь · d3 чорна тура · a2 чорний ферзь · c2 білий слон · f2 білий слон · f1 біла тура | g8 біла тура · c7 чорний пішак · d7 чорний пішак · h7 білий король · d6 білий кінь · f6 чорний король · c5 білий кінь · e5 чорний пішак · c4 чорна тура · h4 білий пішак · b3 білий ферзь · d3 чорна тура · a2 чорний ферзь · c2 білий слон · f2 білий слон · f1 біла тура | g8 біла тура · c7 чорний пішак · d7 чорний пішак · h7 білий король · d6 білий кінь · f6 чорний король · c5 білий кінь · e5 чорний пішак · c4 чорна тура · h4 білий пішак · b3 білий ферзь · d3 чорна тура · a2 чорний ферзь · c2 білий слон · f2 білий слон · f1 біла тура | 6 |
| 5 | g8 біла тура · c7 чорний пішак · d7 чорний пішак · h7 білий король · d6 білий кінь · f6 чорний король · c5 білий кінь · e5 чорний пішак · c4 чорна тура · h4 білий пішак · b3 білий ферзь · d3 чорна тура · a2 чорний ферзь · c2 білий слон · f2 білий слон · f1 біла тура | g8 біла тура · c7 чорний пішак · d7 чорний пішак · h7 білий король · d6 білий кінь · f6 чорний король · c5 білий кінь · e5 чорний пішак · c4 чорна тура · h4 білий пішак · b3 білий ферзь · d3 чорна тура · a2 чорний ферзь · c2 білий слон · f2 білий слон · f1 біла тура | g8 біла тура · c7 чорний пішак · d7 чорний пішак · h7 білий король · d6 білий кінь · f6 чорний король · c5 білий кінь · e5 чорний пішак · c4 чорна тура · h4 білий пішак · b3 білий ферзь · d3 чорна тура · a2 чорний ферзь · c2 білий слон · f2 білий слон · f1 біла тура | g8 біла тура · c7 чорний пішак · d7 чорний пішак · h7 білий король · d6 білий кінь · f6 чорний король · c5 білий кінь · e5 чорний пішак · c4 чорна тура · h4 білий пішак · b3 білий ферзь · d3 чорна тура · a2 чорний ферзь · c2 білий слон · f2 білий слон · f1 біла тура | g8 біла тура · c7 чорний пішак · d7 чорний пішак · h7 білий король · d6 білий кінь · f6 чорний король · c5 білий кінь · e5 чорний пішак · c4 чорна тура · h4 білий пішак · b3 білий ферзь · d3 чорна тура · a2 чорний ферзь · c2 білий слон · f2 білий слон · f1 біла тура | g8 біла тура · c7 чорний пішак · d7 чорний пішак · h7 білий король · d6 білий кінь · f6 чорний король · c5 білий кінь · e5 чорний пішак · c4 чорна тура · h4 білий пішак · b3 білий ферзь · d3 чорна тура · a2 чорний ферзь · c2 білий слон · f2 білий слон · f1 біла тура | g8 біла тура · c7 чорний пішак · d7 чорний пішак · h7 білий король · d6 білий кінь · f6 чорний король · c5 білий кінь · e5 чорний пішак · c4 чорна тура · h4 білий пішак · b3 білий ферзь · d3 чорна тура · a2 чорний ферзь · c2 білий слон · f2 білий слон · f1 біла тура | g8 біла тура · c7 чорний пішак · d7 чорний пішак · h7 білий король · d6 білий кінь · f6 чорний король · c5 білий кінь · e5 чорний пішак · c4 чорна тура · h4 білий пішак · b3 білий ферзь · d3 чорна тура · a2 чорний ферзь · c2 білий слон · f2 білий слон · f1 біла тура | 5 |
| 4 | g8 біла тура · c7 чорний пішак · d7 чорний пішак · h7 білий король · d6 білий кінь · f6 чорний король · c5 білий кінь · e5 чорний пішак · c4 чорна тура · h4 білий пішак · b3 білий ферзь · d3 чорна тура · a2 чорний ферзь · c2 білий слон · f2 білий слон · f1 біла тура | g8 біла тура · c7 чорний пішак · d7 чорний пішак · h7 білий король · d6 білий кінь · f6 чорний король · c5 білий кінь · e5 чорний пішак · c4 чорна тура · h4 білий пішак · b3 білий ферзь · d3 чорна тура · a2 чорний ферзь · c2 білий слон · f2 білий слон · f1 біла тура | g8 біла тура · c7 чорний пішак · d7 чорний пішак · h7 білий король · d6 білий кінь · f6 чорний король · c5 білий кінь · e5 чорний пішак · c4 чорна тура · h4 білий пішак · b3 білий ферзь · d3 чорна тура · a2 чорний ферзь · c2 білий слон · f2 білий слон · f1 біла тура | g8 біла тура · c7 чорний пішак · d7 чорний пішак · h7 білий король · d6 білий кінь · f6 чорний король · c5 білий кінь · e5 чорний пішак · c4 чорна тура · h4 білий пішак · b3 білий ферзь · d3 чорна тура · a2 чорний ферзь · c2 білий слон · f2 білий слон · f1 біла тура | g8 біла тура · c7 чорний пішак · d7 чорний пішак · h7 білий король · d6 білий кінь · f6 чорний король · c5 білий кінь · e5 чорний пішак · c4 чорна тура · h4 білий пішак · b3 білий ферзь · d3 чорна тура · a2 чорний ферзь · c2 білий слон · f2 білий слон · f1 біла тура | g8 біла тура · c7 чорний пішак · d7 чорний пішак · h7 білий король · d6 білий кінь · f6 чорний король · c5 білий кінь · e5 чорний пішак · c4 чорна тура · h4 білий пішак · b3 білий ферзь · d3 чорна тура · a2 чорний ферзь · c2 білий слон · f2 білий слон · f1 біла тура | g8 біла тура · c7 чорний пішак · d7 чорний пішак · h7 білий король · d6 білий кінь · f6 чорний король · c5 білий кінь · e5 чорний пішак · c4 чорна тура · h4 білий пішак · b3 білий ферзь · d3 чорна тура · a2 чорний ферзь · c2 білий слон · f2 білий слон · f1 біла тура | g8 біла тура · c7 чорний пішак · d7 чорний пішак · h7 білий король · d6 білий кінь · f6 чорний король · c5 білий кінь · e5 чорний пішак · c4 чорна тура · h4 білий пішак · b3 білий ферзь · d3 чорна тура · a2 чорний ферзь · c2 білий слон · f2 білий слон · f1 біла тура | 4 |
| 3 | g8 біла тура · c7 чорний пішак · d7 чорний пішак · h7 білий король · d6 білий кінь · f6 чорний король · c5 білий кінь · e5 чорний пішак · c4 чорна тура · h4 білий пішак · b3 білий ферзь · d3 чорна тура · a2 чорний ферзь · c2 білий слон · f2 білий слон · f1 біла тура | g8 біла тура · c7 чорний пішак · d7 чорний пішак · h7 білий король · d6 білий кінь · f6 чорний король · c5 білий кінь · e5 чорний пішак · c4 чорна тура · h4 білий пішак · b3 білий ферзь · d3 чорна тура · a2 чорний ферзь · c2 білий слон · f2 білий слон · f1 біла тура | g8 біла тура · c7 чорний пішак · d7 чорний пішак · h7 білий король · d6 білий кінь · f6 чорний король · c5 білий кінь · e5 чорний пішак · c4 чорна тура · h4 білий пішак · b3 білий ферзь · d3 чорна тура · a2 чорний ферзь · c2 білий слон · f2 білий слон · f1 біла тура | g8 біла тура · c7 чорний пішак · d7 чорний пішак · h7 білий король · d6 білий кінь · f6 чорний король · c5 білий кінь · e5 чорний пішак · c4 чорна тура · h4 білий пішак · b3 білий ферзь · d3 чорна тура · a2 чорний ферзь · c2 білий слон · f2 білий слон · f1 біла тура | g8 біла тура · c7 чорний пішак · d7 чорний пішак · h7 білий король · d6 білий кінь · f6 чорний король · c5 білий кінь · e5 чорний пішак · c4 чорна тура · h4 білий пішак · b3 білий ферзь · d3 чорна тура · a2 чорний ферзь · c2 білий слон · f2 білий слон · f1 біла тура | g8 біла тура · c7 чорний пішак · d7 чорний пішак · h7 білий король · d6 білий кінь · f6 чорний король · c5 білий кінь · e5 чорний пішак · c4 чорна тура · h4 білий пішак · b3 білий ферзь · d3 чорна тура · a2 чорний ферзь · c2 білий слон · f2 білий слон · f1 біла тура | g8 біла тура · c7 чорний пішак · d7 чорний пішак · h7 білий король · d6 білий кінь · f6 чорний король · c5 білий кінь · e5 чорний пішак · c4 чорна тура · h4 білий пішак · b3 білий ферзь · d3 чорна тура · a2 чорний ферзь · c2 білий слон · f2 білий слон · f1 біла тура | g8 біла тура · c7 чорний пішак · d7 чорний пішак · h7 білий король · d6 білий кінь · f6 чорний король · c5 білий кінь · e5 чорний пішак · c4 чорна тура · h4 білий пішак · b3 білий ферзь · d3 чорна тура · a2 чорний ферзь · c2 білий слон · f2 білий слон · f1 біла тура | 3 |
| 2 | g8 біла тура · c7 чорний пішак · d7 чорний пішак · h7 білий король · d6 білий кінь · f6 чорний король · c5 білий кінь · e5 чорний пішак · c4 чорна тура · h4 білий пішак · b3 білий ферзь · d3 чорна тура · a2 чорний ферзь · c2 білий слон · f2 білий слон · f1 біла тура | g8 біла тура · c7 чорний пішак · d7 чорний пішак · h7 білий король · d6 білий кінь · f6 чорний король · c5 білий кінь · e5 чорний пішак · c4 чорна тура · h4 білий пішак · b3 білий ферзь · d3 чорна тура · a2 чорний ферзь · c2 білий слон · f2 білий слон · f1 біла тура | g8 біла тура · c7 чорний пішак · d7 чорний пішак · h7 білий король · d6 білий кінь · f6 чорний король · c5 білий кінь · e5 чорний пішак · c4 чорна тура · h4 білий пішак · b3 білий ферзь · d3 чорна тура · a2 чорний ферзь · c2 білий слон · f2 білий слон · f1 біла тура | g8 біла тура · c7 чорний пішак · d7 чорний пішак · h7 білий король · d6 білий кінь · f6 чорний король · c5 білий кінь · e5 чорний пішак · c4 чорна тура · h4 білий пішак · b3 білий ферзь · d3 чорна тура · a2 чорний ферзь · c2 білий слон · f2 білий слон · f1 біла тура | g8 біла тура · c7 чорний пішак · d7 чорний пішак · h7 білий король · d6 білий кінь · f6 чорний король · c5 білий кінь · e5 чорний пішак · c4 чорна тура · h4 білий пішак · b3 білий ферзь · d3 чорна тура · a2 чорний ферзь · c2 білий слон · f2 білий слон · f1 біла тура | g8 біла тура · c7 чорний пішак · d7 чорний пішак · h7 білий король · d6 білий кінь · f6 чорний король · c5 білий кінь · e5 чорний пішак · c4 чорна тура · h4 білий пішак · b3 білий ферзь · d3 чорна тура · a2 чорний ферзь · c2 білий слон · f2 білий слон · f1 біла тура | g8 біла тура · c7 чорний пішак · d7 чорний пішак · h7 білий король · d6 білий кінь · f6 чорний король · c5 білий кінь · e5 чорний пішак · c4 чорна тура · h4 білий пішак · b3 білий ферзь · d3 чорна тура · a2 чорний ферзь · c2 білий слон · f2 білий слон · f1 біла тура | g8 біла тура · c7 чорний пішак · d7 чорний пішак · h7 білий король · d6 білий кінь · f6 чорний король · c5 білий кінь · e5 чорний пішак · c4 чорна тура · h4 білий пішак · b3 білий ферзь · d3 чорна тура · a2 чорний ферзь · c2 білий слон · f2 білий слон · f1 біла тура | 2 |
| 1 | g8 біла тура · c7 чорний пішак · d7 чорний пішак · h7 білий король · d6 білий кінь · f6 чорний король · c5 білий кінь · e5 чорний пішак · c4 чорна тура · h4 білий пішак · b3 білий ферзь · d3 чорна тура · a2 чорний ферзь · c2 білий слон · f2 білий слон · f1 біла тура | g8 біла тура · c7 чорний пішак · d7 чорний пішак · h7 білий король · d6 білий кінь · f6 чорний король · c5 білий кінь · e5 чорний пішак · c4 чорна тура · h4 білий пішак · b3 білий ферзь · d3 чорна тура · a2 чорний ферзь · c2 білий слон · f2 білий слон · f1 біла тура | g8 біла тура · c7 чорний пішак · d7 чорний пішак · h7 білий король · d6 білий кінь · f6 чорний король · c5 білий кінь · e5 чорний пішак · c4 чорна тура · h4 білий пішак · b3 білий ферзь · d3 чорна тура · a2 чорний ферзь · c2 білий слон · f2 білий слон · f1 біла тура | g8 біла тура · c7 чорний пішак · d7 чорний пішак · h7 білий король · d6 білий кінь · f6 чорний король · c5 білий кінь · e5 чорний пішак · c4 чорна тура · h4 білий пішак · b3 білий ферзь · d3 чорна тура · a2 чорний ферзь · c2 білий слон · f2 білий слон · f1 біла тура | g8 біла тура · c7 чорний пішак · d7 чорний пішак · h7 білий король · d6 білий кінь · f6 чорний король · c5 білий кінь · e5 чорний пішак · c4 чорна тура · h4 білий пішак · b3 білий ферзь · d3 чорна тура · a2 чорний ферзь · c2 білий слон · f2 білий слон · f1 біла тура | g8 біла тура · c7 чорний пішак · d7 чорний пішак · h7 білий король · d6 білий кінь · f6 чорний король · c5 білий кінь · e5 чорний пішак · c4 чорна тура · h4 білий пішак · b3 білий ферзь · d3 чорна тура · a2 чорний ферзь · c2 білий слон · f2 білий слон · f1 біла тура | g8 біла тура · c7 чорний пішак · d7 чорний пішак · h7 білий король · d6 білий кінь · f6 чорний король · c5 білий кінь · e5 чорний пішак · c4 чорна тура · h4 білий пішак · b3 білий ферзь · d3 чорна тура · a2 чорний ферзь · c2 білий слон · f2 білий слон · f1 біла тура | g8 біла тура · c7 чорний пішак · d7 чорний пішак · h7 білий король · d6 білий кінь · f6 чорний король · c5 білий кінь · e5 чорний пішак · c4 чорна тура · h4 білий пішак · b3 білий ферзь · d3 чорна тура · a2 чорний ферзь · c2 білий слон · f2 білий слон · f1 біла тура | 1 |
|   | a | b | c | d | e | f | g | h |   |

FEN: 6R1/2pp3K/3N1k2/2N1p3/2r4P/1Q1r4/q1B2B2/5R2
1. Sc8! ~ 2. Rf8#
1. ... Kf7 2. Be3#
1. ... Kf5 2. Bd4#
В початковій позиції на білу батарею Rf1 — Bf2 діють дві чорні тури,  і білі відразу не можуть її застосувати. Після вступного ходу білого коня виникає загроза, і чорний король, захищаючись від неї, почергово зв'язує то одну туру, то другу. Використовуючи ці зв'язки, білі вже можуть застосувати батарею. Білий слон, відкриваючи батарею, перекриває другу незв'язану туру, біла батарейна тура оголошує мат.